# Política da Mauritânia
A situação política da Mauritânia sempre foi determinada mais por indivíduos e tribos específicas do que ideologias, e a habilidade dos líderes de exercer seu poder político esteve intimamente ligada ao controle dos recursos; visão comunitária a respeito de sua habilidade e integridade; e considerações tribais, étnicas, familiares e pessoais. O conflito entre os chamados "mouros brancos", "mouros negros" (haratine), e grupos étnicos não-mouros (haal pulaars, soninquês, uólofes e bambaras), com ênfase no idioma, propriedade de terras e outras questões, continua a ser o principal desafio à unidade nacional.
A burocracia governamental é composta de ministérios tradicionais, além de agências especiais e companhias paraestatais. O Ministério do Interior comanda  um sistema de governadores e prefeitos regionais, que seguem o modelo do sistema francês de administração local. Sob este sistema, a Mauritânia se divide em treze regiões (wilaya), incluindo o distrito da capital, Nouakchott. O controle está fortemente centralizado no ramo executivo do governo central; no entanto, uma série de eleições nacionais e municipalis desde 1992 já produziram alguma descentralização, ainda que limitada em seu escopo.
A Mauritânia, juntamente com o Marrocos, anexou o território vizinho do Saara Ocidental em 1976, capturando o terço sul do país a pedido da antiga potência colonial, Espanha. Após diversas derrotas militares na luta contra a resistência local, o Polisario, fortemente armada e apoiada pela Argélia, a Mauritânia foi forçada a recuar em 1979, e sua parte foi tomada pelo Marrocos. Devido à sua economia enfraquecida, a Mauritânia tem tido um papel pouco significante nas discussões sobre as disputas territoriais daquele país, e sua posição oficial é de que ela deseja uma solução rápida que seja aceita unanimamente por todas as partes envovlidas. Enquanto o antigo Saara Espanhol ou Ocidental acabou sendo incorporado ao Marrocos, a Organização das Nações Unidas ainda o considera um território que precisa expressar seus desejos a respeito da sua soberania, e planeja um futuro referendo a este respeito.
O Ministro do Exterior da Mauritânia, Ahmed Sid’Ahmed, e seu equivalente israelense David Levy, assinaram um acordo em Washington, DC, Estados Unidos, em 28 de outubro de 1999, estabelecendo as relações diplomáticas entre os dois países, na presença da Secretária de Estado norte-americana Madeleine Albright. A Mauritânia se juntou ao Egito e à Jordânia como únicos membros da Liga Árabe a ter embaixadores em Israel.
Em 31 de janeiro de 2008 o representante permanente da República da Armênia nas Nações Unidas, Armen Martirosyan, assinou um protocolo com Abderahim Ould Hadrami, representante da Mauritânia, estabelecendo as relações diplomáticas entre os dois países.
Em 6 de agosto de 2008, ocorreu um golpe militar que depôs o governo civil, eleito democraticamente em 2007. Presidente e primeiro-ministro foram presos. A rádio e a televisão nacionais saíram do ar pouco antes do anúncio.